# Трухильо, Анхель
Анхель Трухильо Канореа (исп. Ángel Trujillo Canorea; 8 сентября 1987, Сан-Фернандо-де-Энарес, Мадрид, Испания) — испанский футболист, центральный защитник.

## Карьера
Начинал заниматься футболом в академии клуба «Гвадалахара» на позиции защитника. В 2006 году был переведен в основу «Гвадалахары», в составе которой дебютировал во взрослом футболе. В 2007 году подписывает контракт с клубом Регионального Дивизиона «Асукека» в котором выступал лишь полгода, но успел помочь клубу завоевать право выступать в Тресере.
В 2007 году возвращается в Тресеру, заключив контракт с клубом «Альмерия Б», за который выступал на протяжении 5 лет, проведя за клуб 169 матче и 10 голов и помог клубу в сезоне 2009/10 право выступать в Сегунда Дивизион B.
18 марта 2012 года Трухильо дебютировал в основной команде «Рохибланкос» в матче Сегунды против клуба «Реал Вальядолид». 27 мая провел второй матч за «Альмерия» против своего бывшего клуба «Гвадалахара».
В июне 2012 было объявлено, что Анхель переводится в первую команду «Альмерии» для участия в сезоне 2012/13. Пропустив начало сезона 8 сентября 2012 года, Анхель вышел на матч в стартовом составе против клуба «Сабадель». После того как Эрнан Пельерано получил травму, Трухильо становится основным игроком, проведя 31 матч и завоевав с командой право выступать в Ла Лиге.
12 июля 2013 Трухильо продлил свой контракт с клубом до 2017 года. Дебютировал в Ла Лиге 20 августа в матче с клубом «Вильярреал». Первый гол забил в ворота «Барселоны» 2 марта 2014 года.
7 августа 2015 года перешёл в клуб «Леванте».
5 августа 2016 года после череды травм, возвращается в «Альмерию», что бы помочь клубу избежать вылета из Сегунгды, подписав трехлетний контракт. В 2019 году после окончания контракта завершил карьеру.

## Достижения
- Третье место Регионального Дивизиона: 1 (2006/07)
- Победитель Плей-офф Сегунда Дивизион: 1 (2013)